# رقاد السيدة
ورقاد والدة الإله هو عيد أعظمي في كل من الأرثوذكسية الشرقية، الأرثوذكسية المشرقية والكنائس الكاثوليكية الشرقية، الذي يمثل ذكرى وفاة مريم العذراء و الدة الإله («والدة الإله»، وترجم حرفيا حامل الإله)، وقيامتها بالجسد قبل اصطحابها إلى السماء. يتم الاحتفال به في 15 أغسطس (28 أغسطس لأولئك الذين يتبعون التقويم اليولياني) كعيد رقاد والدة الإله. فيما لا تحتفل الكنيسة الأرمنية الرسولية بعيد الرقاد في يوم محدد، ولكن في يوم الأحد الأقرب 15 أغسطس. يُعرف العيد في الكنائس الغربية باسم صعود مريم.لم يتم تسجيل موت أو رقاد مريم في الكتب المقدسة المسيحية.
يزعم هيبوليتوس من طيبة، وهو مؤلف من القرن السابع أو الثامن، في تسلسله الزمني المحفوظ جزئيًا للعهد الجديد، أن مريم عاشت 11 عامًا بعد وفاة يسوع، وتوفيت في عام 41 بعد الميلاد.
يعبر مصطلح الرقاد عن الاعتقاد بأن العذراء ماتت دون معاناة، في حالة سلام روحي. لا يقوم هذا الاعتقاد على أي أساس كتابي، بل يؤكده التقليد المسيحي الأرثوذكسي المقدس. تم الشهادة عليها في بعض الكتابات الأبوكريفة القديمة، لكن لا الكنيسة الأرثوذكسية ولا المسيحيون الآخرون يعتبرونها تمتلك سلطة كتابية.

## الصوم ما قبل عيد رقاد السيدة

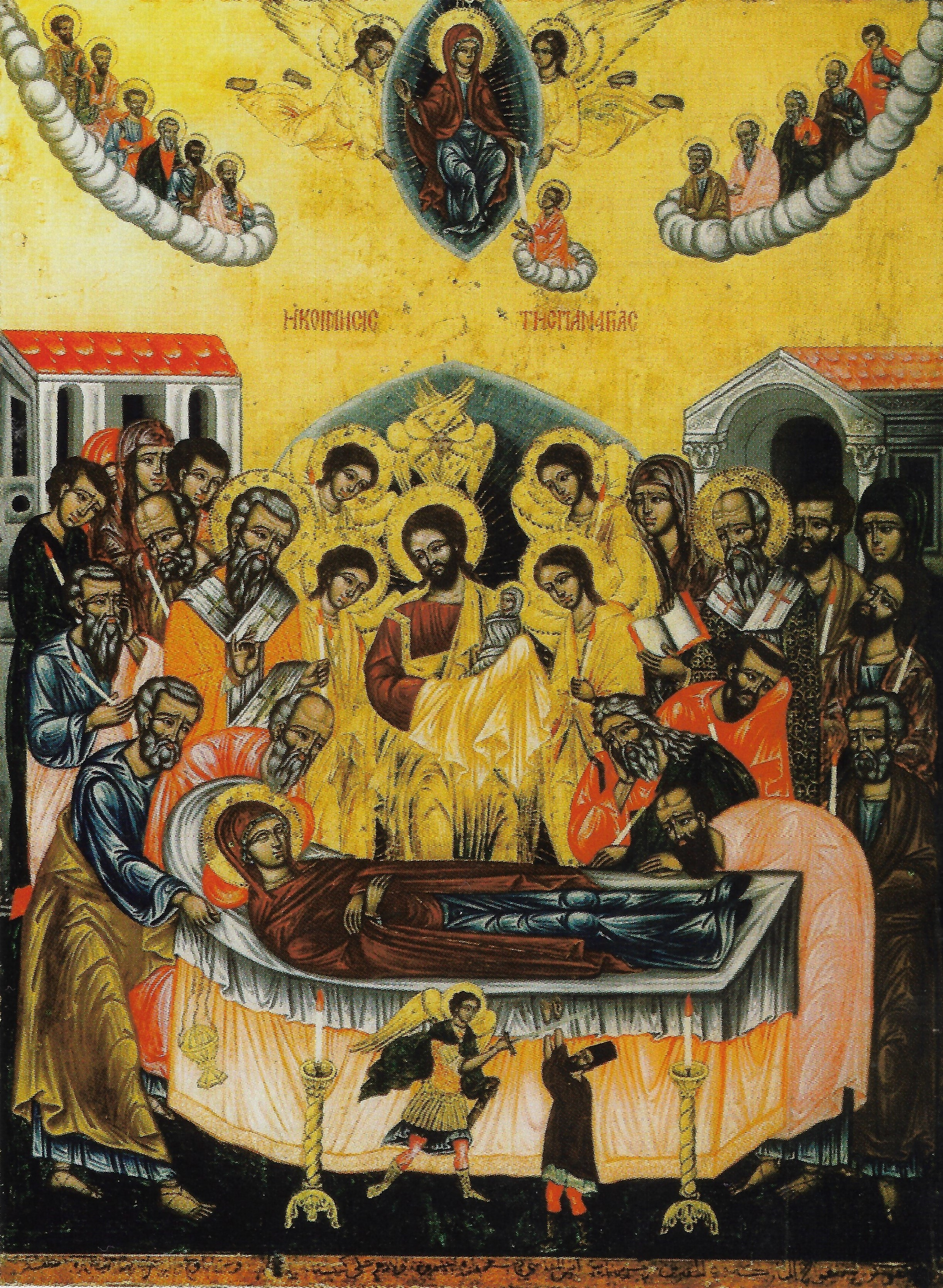
أيقونة رقاد السيدة من إنتاج نعمة المصور في النصف الأول من.

يسبق عيد الرقاد صيام لمدة أسبوعين، يشار إليه بصوم الرقاد. من 1 أغسطس إلى 14 أغسطس (شامل) يصوم الأرثوذكس والكاثوليك الشرقيون من اللحوم الحمراء والدواجن ومنتجات اللحوم ومنتجات الألبان (البيض ومنتجات الألبان) والأسماك والزيت والنبيذ. صوم الرقاد هو صيام أكثر صرامة من صوم الميلاد (زمن المجيء) أو صوم الرسل، مع النبيذ والزيت فقط (ولكن لا يسمحان للأسماك) في عطلات نهاية الأسبوع. كما هو الحال في صيام السنة الكنسية الأخرى، هناك عيد كبير يصادف أثناء الصوم. في هذه الحالة، التجلي (6 أغسطس)، حيث يُسمح بالأسماك والنبيذ والزيت.
في بعض الأماكن، تتشابه الخدمات في أيام الأسبوع خلال صوم عيد الرقاد مع الخدمات أثناء الصوم الكبير (مع بعض الاختلافات). تؤدي العديد من الكنائس والأديرة في التقاليد الروسية خدمات الصوم في اليوم الأول على الأقل من صوم دورميتيون. في التقليد اليوناني، خلال الصوم، يتم الاحتفال أما بالباراكليسي العظيم (الدعاء الكنسي) أو الباراكليسي الصغير كل مساء ما عدا مساء السبت وأمسيات التجلي والرقود. [بحاجة لمصدر]

اليوم الأول من صوم الرقاد هو يوم عيد يسمى موكب الصليب (1 أغسطس)، وفي هذا اليوم من المعتاد أن يكون هناك موكب في الهواء الطلق وأداء نعمة المياه الصغرى. في الأرثوذكسية الشرقية، هو أيضًا يوم المقدس السبعة المكابيين، والشهداء أبيموس، وأنطونيوس، وغورياس، والعازار، ويوسيبونوس، وأليمس، ومارسيلوس، وأمهم سليمان، ومعلمهم العازار. لذلك، يشار إلى اليوم أحيانًا باسم "Makovei". أخيرًا، يعتبر أيضًا الأول من «أعياد المخلص» الثلاثة في أغسطس، عيد المخلص الرحيم وأقدس أم الله.

## الترجمة الصوتية والترجمات
تظهر الأشكال المقارنة لمصطلح «رقاد أم الرب» في جميع الأمم واللغات الكاثوليكية والأرثوذكسية تقريبًا بما في ذلك:
- (باليونانية: Κοίμησις Θεοτόκου) ، Koímēsis Theotokou غالبًا ما يُدعى Kimisi
- (بالبلغارية: Успение на Пресвета Богородица) ، Uspenie na Presveta Bogoroditsa ؛
- (الروسية: Успение Пресвятыя Богородицы) ، Uspenie Presvetia Bogoroditsi ؛
- (بالصربية: Успење Пресвете Богородице)‏ ، Uspenje Presvete Bogorodice ؛
- (بالرومانية: Adormirea Maicii Domnului)‏ ؛
- (بالجورجية: მიძინება ყოვლადწმიდისა ღვთისმშობელისა) ؛
- (بالألبانية: Fjetja e Shën Marisë)‏ ؛
- (بالأوكرانية: Успіння Пресвятої Богородиці) ، Uspinnia Presviatoyi Bohorodytsi ؛
- (بالبيلاروسية: Усьпеньне Прасьвятой Багародзіцы) ، Usjpenjne Prasjvjatoj Baharodzitsy ؛
- (بالسريانية: ܠܘܘܝܗ̇ ܕܡܪܬܝ ܡܪܝܡ)‏ اللوايه دمارت مريم ؛
- الاثيوبيه مشافي إيرافت
- الآرامية المسيحية الفلسطينية بلا عنوان؛
- القبطي بلا عنوان

## معرض الصور

أيقونة الرقاد في دير القديسة كاترينا في سيناء.

## روابط خارجية
- نصوص وقراءات ليتورجية وتراتيل كاملة لعيد رقاد والدة الإله
- خدمة الدفن / مراثي والدة الإله، التي تشكل جزءًا من عيد الرقاد
- رقاد السيدة المقدسة والدة الإله ومريم العذراء الدائمة - أيقونة وسينكسار الأرثوذكس
- أيقونات عيد الرقاد
- أيقونات دورميتيون
- مقالة الرقاد على الأرثوذكسية ويكي
- Epitaphios من Theotokos روسيا
- الاحتفال بالرقاد في القدس الأرض المقدسة
- ترجمة أيقونة رقاد أم الرب من القسطنطينية إلى كهوف كييف، الكهوف البعيدة (العيد الذي يحتفل به في 3 مايو)